# Picardiella seyrigi
Picardiella seyrigi là một loài tò vò trong họ Ichneumonidae.